# Salvia albocaerulea
Salvia albocaerulea es una planta herbácea perteneciente a la familia de las lamiáceas. Es originaria del sudoeste de México.

## Principios activos
Salvia albocaerulea contiene un antimicrobiano del tipo de diterpeno, el abietano.

## Taxonomía
Salvia albocaerulea fue descrita por Jean Jules Linden y publicado en Belgique Hort. 7: 199 (1857).
Etimología
Ver: Salvia
albocaerulea: epíteto latino compuesto que significa "de color blanco-azulado".